# Płeszkani
Płeszkani (ukr. Плешкані) – wieś na Ukrainie, w obwodzie czerkaskim, w rejonie złotonoskim, w hromadzie Helmiaziw. W 2001 liczyła 651 mieszkańców, spośród których 642 wskazało jako ojczysty język ukraiński, a 9 rosyjski.